# 1659 en santé et médecine
| Années de la santé et de la médecine : 1656 - 1657 - 1658 - 1659 - 1660 - 1661 - 1662    |
| Décennies de la santé et de la médecine : 1620 - 1630 - 1640 - 1650 - 1660 - 1670 - 1680 |

Cet article présente les faits marquants de l'année 1659 en santé et médecine.

## Événements
- Février : Pascal, gravement malade, abandonne tout travail scientifique[1].
- 28 novembre : privilège de faire et vendre du chocolat accordé pour 29 ans par le roi Louis XIV au premier valet de chambre du  comte de Soissons, David Chaillou[2] ; début de la mode de cette boisson.
- Épidémie de variole au Siam (actuelle Thaïlande) : un tiers de la population meurt en six mois[3].

## Publication
- Thomas Willis (1621-1675) : Diatribae duae medico-philosophicae : Quarum prior agit De Fermentatione, Sive De motu interestino particularum in quovis corpore, Altera de Febribvs, Sive De motu earundem in sanguine Animalium, La Haye, Adrianum Ulacq, 1659, 52 p. (lire en ligne).

## Naissances
- 9 janvier : Jacopo Pilarino (it) (mort en 1718), médecin et diplomate italien.
- 22 octobre : Georg Ernst Stahl (mort en 1734), médecin et chimiste allemand.

## Décès
Date indéterminée
- Paolo Zacchias (né en 1584), médecin italien, protomedicus du pape Innocent X.